# قابلية مغناطيسية
القابلية المغناطيسية في الفيزياء هي خاصية مدى تمغنط المادة في حال أن يطبق عليها مجال مغناطيسي خارجي، وهي كمية ليست لها وحدة قياس وتمثل رياضيا نسبة التمغنط إلى المجال المغناطيسي. ويقابل القابلية المغناطيسية في الكهربائية القابلية الكهربائية.
يزداد مقدار مغنطة المادة كلما زادت درجة قابليتها المغناطيسية {\displaystyle \chi _{\text{m}}}
فالمغناطيس القوي يجب أن يكون له قابلية مغناطيسية كبيرة.
{\displaystyle \mathbf {M} =\chi _{m}\mathbf {H} }
حيث:
M هي كمية مغنطة المادة أمبير لكل متر
H هي شدة المجال المغناطيسي أمبير لكل متر.

## الخاصية
في الحالة المعتادة تتناسب مغناطيسية مادة مع شدة المجال المغناطيسي العامل عليها من الخارج، وثابت التناسب هو القابلية المغناطيسية لتلك المادة كما تبين المعادلة أعلاه.
ولكن بصفة عامة تعتمد شدة مغنطة مادة على عدة عوامل منها مكان المجال المغناطيسي الخارجة وتردده وكذلك حالة العينة السابقة قبل المغنطة. وتختلف القابلية المغناطيسية للمواد بين -1 إلى مالانهاية تقريبا، حيث تعني قابلية مغناطيسية سالبة أن المادة لها صفة مغناطيسية معاكسة diamagnetic.
ويوجد تشابه بين استقطاب المادة عن تعرضها لمجال كهربائي وهي ظاهرة تسمى «قابلية كهربائية» وبين القابلية المغناطيسية. والقابلية المغناطيسية قريبة أيضا لما يسمى نفاذية مغناطيسية.

## علاقتها بخصائص أخرى

### قابلية مغناطيسية مولية
نتحدث في الفيزياء بحسب الحالة تحت البحث عن القابلية المغناطيسية المولية أو القابلية المغناطيسية الوزنية.
- القابلية المغناطيسية الوزنية {\displaystyle \chi _{\text{mass}}}:

وهي مقدار القابلية المغناطيسية بالنسبة للكثافة
{\displaystyle \chi _{\text{mass}}=\chi _{V}/\rho \,}
وتقاس ب متر3·كيلوجرام−1.
حيث:{\displaystyle \chi _{V}} القابلية المغناطيسية الحجمية للمادة
و{\displaystyle \rho } كثافة المادة.
- القابلية المغناطيسية المولية {\displaystyle \chi _{\text{mol}}}:

تحتلف عن سابقتها في أنها تحتسب من القابلية المغناطيسية الحجمية باستخدام مولية المادة.
{\displaystyle \chi _{\text{mol}}=M\chi _{\text{mass}}=M\chi _{V}/\rho \,}
وهي تقاس ب: متر3·مول−1.

### نفاذية مغناطيسية
يعتمد ثابت القابلية المغناطيسية على النفاذية المغناطيسية النسبية {\displaystyle \mu _{r}}
{\displaystyle \mu _{r}=\chi _{V}+1\,}
وتعتمد هذه على كثافة الفيض المغناطيسي B وعلى المغناطيسية M وشدة المجال المغناطيسي الخارجي H:
{\displaystyle B=\mu _{0}(M+H)=\mu _{0}H(\chi _{V}+1)=\mu _{0}\mu _{r}H\,}
أي أن كثافة الخطوط المغناطيسية في عينة تعتمد على مجموع شدة مغناطيسيتها وشدة المجال المغناطيسي المؤثر.
حيث:
{\displaystyle \mu _{o}} نفاذية الفراغ.

## ثابت القابلية المغناطيسية
تتأثر جميع المواد بطريقة ما بالمجال المغناطيسي. وفي أبسط الحالات حيث تكون القابلية المغناطيسية ثابتة توجد مجموعتين:
- مغناطيسية معاكسة {\displaystyle \chi _{\text{m}}<0} diamagnetism:

في المواد ذات خاصية مغناطيسية معاكسة ({\displaystyle \chi _{\text{m}}} سالبة) تتحول الذرات في داخلة (أو جزيئاته) عند التواجد في مجال مغناطيسي خارجي إلى ثنائي أقطاب (مغناطيس ذري أو جزيئي صغير) بحيث تتنافر أقطابها عن المجال المعناطيسي الخارجي. ينشأ عن ذلك أن المجال المغناطيسي داخل المادة يكون أقل من المجال المغناطيسي المحيط من الخارج.
وبما أن اتجاه المغناطيسية في المادة يكون عكسيا بالنسبة للمجال المغناطيسي الخارجي، فتكون القابلية المغناطيسية للمادة سالبة. وعند تعرض مادة لها خاصية المغناطسيسية المعاكسة إلى مجال مغناطيسي غير متساوي فإن المادة تحاول الحركة من منطقة يشتد فيها المجال المغناطيسي إلى منطقة تقل فيها شدة المجال.
وتعتمد قيم المغناطيسية المعاكسة على درجة الحرارة، ومن تلك المواد عى سبيل المثال:
الهيدروجين H2, الغازات الخاملة، النيتروجين N2, النحاس، الرصاص، الماء
ويعتبر الموصلات الفائقة حالة خاصة، فهي تتصرف في وجود مجال معناطيسي ثابت مثل مادة مغناطيسية معاكسة مثالية، حيث تكون:
{\displaystyle \chi _{\text{m}}=-1}.
ويسمى هذا التأثير تأثير مايسنر-أوكسنفيلد وهو هام بالنسبة لخاصية التوصيل الفائق.
- مغناطيسية مسايرة paramagnetism {\displaystyle \chi _{\text{m}}>0}:

تتكون المواد ذات خاصية المغناطيسية المسايرة من مغناطيسات صغيرة على المستوي الذري، وهي لا تظهر مغناطيسية عند عدم تعرضها لمجال مغناطيسي خارجي بسبب الحركة الاهتزازية الحرارية التي تعمل على توزيع اتجاهات المغناطيسات الصغيرة داخلها عشوائيا، بحيث لا تبدو محصلة مغناطيسية للعينة.
وعند تعرض العينة إلى مجال مغناطيسي خارجي فإن العزم المغناطيسي للذرات يوجه نفسه ليصبح في اتجاه المجال المغناطيسي الخارجي. فتكون مغناطيسية المادة المغناطيسية المسايرة موجبة.
عندما توضع تلك المادة في مجال مغناطيسي غير ثابت، فإن العينة تنتقل من منطقة المجال المغناطيسي الضعيفة إلى منطقة شديدة المجال المغناطيسي. وتعتمد قابليتها المغناطيسية على الحرارة طبقا لقانون كوري. وقد يكون سبب المغناطيسية المسايرة أسباب أخرى، فإن الإلكترونات الذرية الخاصة بالتوصيل الكهربائي في المعادن تكون جزء من المغناطيسية المسايرة وتعتمد على درجة الحرارة، وهي تعرف ب «مغناطيسية باولي المعاكسة».
من المواد ذات خاصية المغناطيسية المسايرة:
الألمنيوم، الصوديوم، α-المنجنيز، الأكسجين O2
.
وتطهر خاصيتي المغناطيسية العاكسة والمغناطيسية المسايرة في جميع حالات المادة (صلبة، سائلة، غازية). ونظرا لأان تلك التأثيرات تكون ضعيفة نسبيا، فعادة ينظر إلى معظم المواد على أنها غير مغناطيسية.

## مواد ذات ترتيب مغناطيسي
تتعامل المواد الصلبة ذات ترتيب معناطيسي بشدة مع مجال مغناطيسي خارج. وتبدو قابليتها المغناطيسة أكثر تعقيدا عن المواد الأخرى، فهي تتصرف فوق درجة حرارة خاصة كأنها مغناطيسية مسايرة، ولكن عند درجات حرارة تحت تلك الدرجة تكتسب خصائص مختلفة.

## مغناطيسية حديدية
(ferromagnetism)
توجه المواد ذات المغناطيسية الحديدية نفسها بحيث تكون موازية للمجال المغناطيسي الخارجي، وهي تعمل على تقوية المجال المغناطيسي الخارجي. ويمكن مغنطة مادة مغناطيسية عدة مرات بالكامل بحيث تصل قابليتاها المغناطيسية إلى حد التشبع. كما يعتمد التشبع المغناطيسي لمادة على حالتها المغناطيسية السابقة، فيقال أن المغناطيس له «ذاكرة». أي يحتفظ بجزء من حالاته المغناطيسية السابقة (اقرأ الاستبقائيّة). وتتسم تلك الظاهرة بدورة مستطيلة تسمى Hysterese. وتعتمد مغناطيسية المادة أيضا على درجة الحرارة وتتبع في ذلك قانون كوري. ومن المواد ذات المغناطيسية الحديدية: α-الحديد، الكوبلت، النيكل.

## فريمغناطيسية
تعتمد القابلية المغناطيسية للمواد الفريمغناطيسية Ferrimagnetism على حالتها المغناطيسية السابقة وهي في ذلك تماثل المواد المغناطيسية الحديدية. ويرجع سبب تلك الخاصية إلى وجود مغناطيسات صغيرة في المادة لها مغناطيسية مختلفة الشدة تترتب فيما بينها بطريقة متعاكسة على أحد الاتجاهات البلورية ، وذلك في غياب مجال مغناطيسي خارجي. وتظهر محصلة تلك المغناطيسات الصغيرة المترتبة عكسيا في هيئة مغناطيسية ذاتية. وهي تبدى منحنى للمغناطيسية عند وضعها في مجال مغناطيسي خارجي مشابه للمنحنى الذي تختص به المواد ذات المغناطيسية الحديدية ولكن يكون تشبعها المغناطيسي أقل بكثير عن التشبع المغناطيسي للمواد المغناطيسية الحديدية.
مثال لتلك المواد الفريمغناطيسية معدن الماجنتيت وهي أحد أكاسيد الحديد (Fe3O4).
- تشبع مغناطيسي: تتسم المواد المغناطيسية ومن ضمنها المواد الفريمغناطيسية بوجود «حبيبات» مغناطيسية - تشمل عدة آلاف أو عدة ملايين من الذرات - ولكن اتجاه مغناطيسيتها يكون موزعا عشوائيا بحيث تكون محصلتها المغناطيسية صفرا. وعند وضعها في مجال مغناطيسي فإن تلك الحبيبات تبدأ في أن تتخذ اتجاه المجال المغناطيسي الخارجي فتزيد مغناطيسيتها. وبزيادة شدة المجال المغناطيسي الخارجي تزداد عدد الحبيبات التي توجه نفسها في اتجاه المجال الخارجي وتزيد مغناطيسيتها. فإذا زادت شدة المجال المغناطيسي المطبق عليها من الخارج زيادة كبيرة، نجد أن مغناطيسية المادة تصل إلى حد التشبع المغناطيسي  حيث تكون جميع مغناطيسيات الحبيبات قد اتخذت اتجاها موازيا للمجال المغناطيسي الخارجي. ومقدار التشبع المغناطيسي هو من خواص بعض المواد ويختلف من مادة لمادة. عند وصول المادة المغناطيسية الحديدية إلى حد التشبع يستمر تزايد المغناطيسية فيها ضعيفا عن طريق المغناطيسية المسايرة ولكن هذه اضعف نحو 1000 مرة من المغناطيسية الحديدية.

## مغناطيسية حديدية مضادة
تتسم مواد المغناطيسية الحديدة المضادة Antiferromagnetism بتوزيع مغناطيسي داخلى غير منتظم، أي أن قابليتها المغناطيسية تختلف باختلاف اتجاهها في المادة بالنسبة لمجال مغناطيسي خارجي. فإذا كانت خطوط المجال المغناطيسي الخارجي موازية لأحد الطبقات البلورية المحتوية على المغناطيسات الصغيرة في المادة، عندئذ تتغير قابليتها المغناطيسية طرديا مع درجة الحرارة. أما إذا كانت الخطوط المجال المغناطيسي الخارجي عمودية على تلك الطبقات البلورية في المادة فتكون القابلية المغناطيسية لها لا تعتمد على درجة لحرارة.

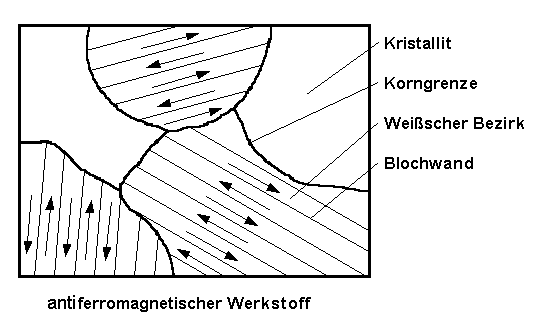

في غياب مجال مغناطيسي خارجي تكون اتجاهات المغناطيسات الصغيرة في البناء البلوري متضادة الاتجاه، ونظرا لكون شدة تلك المغناطيسيات الصغيرة داخل المادة متساوية فهي لا تبدي ظاهرة المغناطيسية. وتعتمد خواص تلك المواد على درجة حرارة خاصة تسمى درجة حرارة نييل. ومن أمثلة تلك المواد ذات المغناطيسية الحديدية المضادة: معادن تحتوي على أيونات ذات مغناطيسية مسايرة، مثل أكسيد المنجنيز MnO أو MnF2.
تستخدم المواد المغناطيسية الحديدية ومواد الفريمغناطيسية الحديدية في صناعة المغناطيسات الذاتية، وذلك عندما يُؤثر عليها بمجال مغناطيسي خارجي قوي ثم يرفع عنها، فتعمل خاصيتها على احتفاظها بالمغناطيسية. أما في صناعة المولدات الكهربائية والمحولات الكهربائية فتـُختار من المواد المغناطيسية الحديدية المرنة بحيث يمكن مغنطتها كما يمكن إزالة مغناطيسيتها، وتكرار مغناطيسيتها.

## مواد وقابليتها المغناطيسية
| المادة     | {\displaystyle \chi _{m}} | درجة حرارة كوري |
| ---------- | ------------------------- | --------------- |
| بزموت      | -16,6×10-5                |                 |
| الكربون    | -2,1×10-5                 |                 |
| الماء      | -1,2×10-5                 |                 |
| النحاس     | -1,0×10-5                 |                 |
| الفراغ     | 0                         |                 |
| الأكسجين   | 0,19×10-5                 |                 |
| الألمونيوم | 2,2×10-5                  |                 |
| الكوبلت    | 70                        | 1131 °C         |
| النيكل     | 110                       | 372 °C          |
| الحديد     | 200                       | 774 °C          |

التصنيف: 
- المواد ذات قابلية مغناطيسية سالبة تكون ذات مغناطيسية معاكسة،
- المواد ذات قابلية مغناطيسية موجبة ولكن صغيرة، تكون ذات مغناطيسية مسايرة،
- المواد ذات قابلية مغناطيسية موجبة وكبيرة ن تكون ذات مغناطيسية حديدية، وهي تفقد مغناطيسيتها فوق درجات حرارة مميزة تسمى درجة حرارة كوري Tc.

## وحدات الكهرومغنطيسية القياسية
| وحدات الكهرومغناطيسية القياسية  | وحدات الكهرومغناطيسية القياسية               | وحدات الكهرومغناطيسية القياسية | وحدات الكهرومغناطيسية القياسية | وحدات الكهرومغناطيسية القياسية |
| رمز الكمية                      | الكمية                                       | الواحدة                        | رمز الواحدة                    | الأبعاد                        |
| ------------------------------- | -------------------------------------------- | ------------------------------ | ------------------------------ | ------------------------------ |
| I                               | التيار                                       | أمبير (وحدات قياسية)           | A                              | A                              |
| Q                               | شحنة كهربائية                                | كولوم                          | C                              | A·s                            |
| V                               | فرق الجهد                                    | فولت                           | V                              | J/C = kg·m2·s−3·A−1            |
| R، Z، X                         | مقاومة، معاوقة، مفاعلة بالترتيب              | أوم                            | Ω                              | V/A = kg·m2·s−3·A−2            |
| ρ                               | مقاومية                                      | أوم متر                        | Ω·m                            | kg·m3·s−3·A−2                  |
| P                               | القدرة الكهربائية                            | واط                            | W                              | V·A = kg·m2·s−3                |
| C                               | سعة كهربائية                                 | فاراد                          | F                              | C/V = kg−1·m−2·A2·s4           |
| {\displaystyle F^{-1}}          | مرانة                                        | مقلوب الفاراد                  | F−1                            | kg·m2·A−2·s−4                  |
| {\displaystyle \,\varepsilon }  | سماحية                                       | فاراد لكل متر                  | F/m                            | kg−1·m−3·A2·s4                 |
| Y ، G ، B                       | مسامحة، مواصلة، مطاوعة                       | سيمنز                          | S                              | Ω−1 = kg−1·m−2·s3·A2           |
| {\displaystyle \,\sigma }       | موصلية                                       | سيمنز في متر                   | S/m                            | kg−1·m−3·s3·A2                 |
| {\displaystyle \,\phi }         | تدفق مغناطيسي                                | فيبر                           | Wb                             | V·s = kg·m2·s−2·A−1            |
| B                               | كثافة التدفق المغناطيسي أو المجال المغناطيسي | تيسلا                          | T                              | Wb/m2 = kg·s−2·A−1             |
| H                               | شدة المجال المغناطيسي                        | أمبير لكل متر                  | A/m                            | A·m−1                          |
| {\displaystyle {\mathfrak {R}}} | ممانعة                                       | أمبير لكل فيبر                 | A/Wb                           | kg−1·m−2·s2·A2                 |
| L                               | محاثة مغناطيسية                              | هنري                           | H                              | Wb/A = V·s/A = kg·m2·s−2·A−2   |
| {\displaystyle \,\mu }          | نفاذية                                       | هنري على متر                   | H/m                            | kg·m·s−2·A−2                   |
| {\displaystyle \ \chi }         | قابلية مغناطيسية                             | (بلا أبعاد)                    | χ                              | -                              |

## وصلات خارجية
- ظاهرة المغناطيسية معززة بصور توضيحية